# Phalanta
Phalanta is een geslacht van vlinders uit de familie  Nymphalidae en de onderfamilie Heliconiinae. De wetenschappelijke naam en de beschrijving zijn gepubliceerd in 1829 door Thomas Horsfield.

## Soorten
- Phalanta alcippe (Stoll, 1782)
- Phalanta eurytis (Doubleday, 1847)
- Phalanta gaberti (Guérin-Méneville, 1829)
- Phalanta madagascariensis (Mabille, 1887)
- Phalanta marquesana (Poulton & Riley, 1934)
- Phalanta phalantha (Drury, 1773)
- Phalanta philiberti (de Joannis, 1893) Aangenomen wordt dat deze soort is uitgestorven